# Clarisses capucines
Pour les articles homonymes, voir Capucine.
L'ordre des Clarisses capucines (en latin :  Moniales clarisae cappucinae o Ordo sanctae clarae capuccinarum) est un ordre monastique féminin de droit pontifical.

## Historique

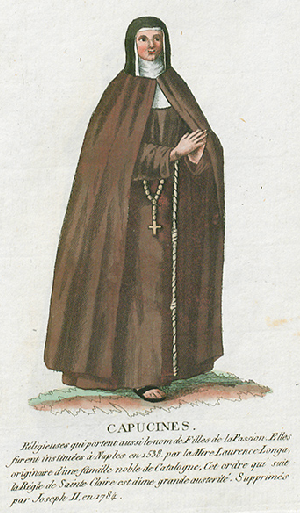
Capucines

Devenue veuve, Maria Richenza (1463-1542) fait un pèlerinage à la sainte Maison de Lorette où elle décide d'entrer dans le Tiers-Ordre franciscain en prenant le nom de Marie Laurence. De retour à Naples, elle commence, avec quelques sœurs, à se consacrer aux soins des malades dans les hôpitaux pauvres de la ville ; en 1497, elle fonde l'hôpital des Incurables destiné aux patients atteints de syphilis et se place sous la direction spirituelle de Gaétan de Thiene. En 1530, elle fonde le couvent de Sant'Eframo Vecchio destiné à la première communauté de frères capucins napolitains.
Par la bulle pontificale Debitum pastoralis officii du pape Paul III datée du 19 février 1535, Mère Longo obtient l'approbation de fonder un nouveau monastère féminin. Le 30 avril 1536, la bulle Alias lui permet d'élever le nombre de religieuses à 33, en hommage aux années de vie terrestre de Jésus.
À l'origine, elles sont logées dans une aile de l'hôpital des Incurables et soumise sous la règle du Tiers-Ordre franciscain et à la direction des Pères Théatins, Marie Laurence Longo et ses sœurs prennent possession en août 1538 de Santa Maria della Stalletta devenue l'église Santa Maria di Gerusalemme puis adoptent la règle de sainte Claire (approuvée par le pape Innocent IV en 1253) et les constitutions religieuses calquées sur celles des frères mineurs capucins et passent également sous la direction spirituelle de ces religieux par la bulle Cum monasterium du 10 décembre 1538 dont les religieuses adoptent le nom. Les capucines se répandent rapidement dans toute l'Italie (en 1576, elles fondent une maison à Rome, en 1578 à Milan). 
En 1604, un couvent des Capucines est établi à Paris et occupe alors la moitié de la place Vendôme actuelle, vers la rue des Capucines. Le second couvent de France est fondé par Marthe d'Oraison, baronne d'Allemagne, à Marseille en 1626, avec Agnès d'Aguillenqui parmi les sept premières religieuses reçues.

## Sainte, bienheureuse et vénérable
- Véronique Giuliani (1660-1727)
- Florida Cevoli (1685-1767)
- Marie Madeleine Martinengo (1687-1737)
- Marie Angèle Astorch (1592-1665)
- Raphaëlle Marie de Jésus-Hostie (1915-1991)

## Activités et diffusion
Les clarisses capucines se vouent à la vie contemplative par la récitation de l'office
Fin 2005, l'ordre comptait 160 monastères et 2209 religieuses.
- Monastère des Clarisses Capucines de Aix-en-Provence (1827).
- Monastère des Clarisses Capucines de Chamalières (1930) primitivement à Lorgues.

## Sources
- Marie-Nicolas Bouillet  et Alexis Chassang (dir.), « Clarisses capucines » dans Dictionnaire universel d’histoire et de géographie, 1878 (lire sur Wikisource)